# James Marcello
James Marcello (né le 13 décembre 1943 à Chicago) est un criminel américain, qui a tué Anthony Spilotro en même temps que son frère en 1986. Anthony Spilotro et James Marcello faisaient partie tous les deux de la mafia de Chicago. Il a été jugé et condamné lors d'un procès en 2007,.
Son personnage a inspiré le film Casino de Martin Scorsese sorti en 1995.